# Ифтикар ад Давла
Ифтикар ад Давла (арап. إفتخار الدولة‎; значи "понос династије") био је фатимидски гувернер града Јерусалима за време опсаде града у Првом крсташком рату.
Мало тога се зна о Ифтикару ад Давли, иако се помиње као гувернер Ашкалона након пада Јерусалима, што значи да је био фатимидски гувернер целе Палестине. 

## Опсада Јерусалима
Ифтикар је један од ретких муслимана који је преживео свето клање извршено након освајања Јерусалима 1099. године. Са својим војницима, Ифтикар се затворио у цитаделу. На његову срећу, на њега се намерио Ремон од Сен Жила. Кроз преговоре се дошло до тога да се Ифтикар са својим људима преда уз ислов да не буду убијени. Гроф Ремон је дао обећање и одржао га. То је било једино обећање дато муслиманима које су крсташи и одржали. Сам гроф Ремон ће касније међу крсташима бити оптужен као издајник. 